# Kevin Robinson
Kevin Robinson (East Providence, Rhode Island; 19 de diciembre de 1971 - Providence; 9 de diciembre de 2017), apodado K-Rob, fue un ciclista profesional de BMX de estilo libre estadounidense. Su trascendencia la debe a dos logros: fue el primero en lograr un Double Flair, en 2006, y en 2016 estableció el récord Guinness con el mayor salto en BMX. Falleció a causa de un derrame cerebral, días antes de cumplir 46 años, el 9 de diciembre de 2017.